# Гауда
Гауда (хол. Gouda, слушајⓘ) је град у западној Холандији, у провинцији Јужна Холандија.
Гауда, који је добио права града 1272. године, познат је по свом гауда сиру, строупвафелу, лулама и својој градској већници из 15. века. 
По подацима из 2007. град има 70.881 становника. 
Град је добио име по Ван дер Гауда породици која је сазидала утврђени замак поред обала реке Гаува, по којој је и породица добила име. Тај простор, који је првобитно био мочваран, развијао се током два века. До 1225. године, један канал је повезан са Гаува реком, а њен естуар је претворен у луку. Низ историјских цркава и других грађевина у Гауди чини да то место буде популарна дестинација туриста.

## Градови побратими
- Глостер, Енглеска
- Конгсберг, Норвешка
- Золинген, Немачка